# Condado de Buena Esperanza
El condado de Buena Esperanza es un título nobiliario español de carácter hereditario que fue concedido por la reina Isabel II mediante real decreto de 14 de marzo de 1851 y real despacho de 28 de agosto de 1851, a favor de Manuel de Gaviria y Alcoba, senador del Reino y gentilhombre de cámara.

## Condes de Buena Esperanza
|                        | Titular                                             | Periodo                |
| Creación por Isabel II | Creación por Isabel II                              | Creación por Isabel II |
| ---------------------- | --------------------------------------------------- | ---------------------- |
| I                      | Manuel de Gaviria y Alcoba                          | 1851-1856              |
| II                     | José de Gaviria y Gutiérrez                         | 1856-1894              |
| III                    | María de la Concepción Artemisa de Gaviria y Spence | 1900-1831              |
| IV                     | María Matilde Alonso de Gaviria                     | 1952-¿?                |
| V                      | Ana Luisa Marroquín Alonso                          | 1991-actual titular    |

## Historia de los condes de Buena Esperanza
- Manuel de Gaviria y Alcoba (Sevilla,6 de mayo de 1794-París, 3 de noviembre de 1855), I conde de Buena Esperanza, II marqués de Gaviria, tesorero de la Real Casa, diputado a Cortes, senador y banquero.[3][4] Era hijo de Manuel Gaviria Donza Romero, I marqués de Gaviria, y de Antonia Alcoba Mateos.[4]

Casó en primeras nupcias con María Ignacia Gutiérrez Tejedor (m. 1834) y en segundas María de la Cruz Álvarez y Alonso, I duquesa de Castro-Enríquez, grande de España. De su segundo matrimonio nació un hijo que falleció poco después de su nacimiento y, por el embarazo de ella, se le otorgó a él el título condal. Le sucedió, por cesión, su hijo del primer matrimonio en 1856:
- José de Gaviria y Gutiérrez (Madrid, ¿?-La Habana 9 de agosto de 1894), II conde de Buena Esperanza, III marqués de Gaviria,[4] gentilhombre de cámara del rey y caballero de la Orden de Carlos III.[4]

Casó, en 1847 en Loreto, Baja California, con María de la Paz-Artemisa Spence y Valenzuela, natural de Guaymar, en el estado mexicano de Sonora. Le sucedió su hija:
- María de la Concepción Artemisa de Gaviria y Spence (Cádiz, 6 de agosto de 1864-San Sebastián, febrero de 1831), III condesa de Buena Esperanza.[4]

Casó, el 27 de julio de 1887, en La Habana, con Tomás José de Alonso y Zavala (n. Madrid, 1866), gentilhombre de cámara del rey Alfonso XIII y gran cruz de la Orden de Isabel la Católica. Le sucedió su hija que obtuvo autorización provisional de la Diputación de la Grandeza en 1931 y convalidación del título en 1952:
- María Matilde Alonso de Gaviria (n. Puerto Rico, 30 de octubre de 1900), IV condesa de Buena Esperanza[5] y  V marquesa de Gaviria,[4] por fallecimiento de su hermano, Juan José Tomás Alonso y Gaviria.[6]

Casó con Pedro María Marroquín y Tovalina, juez de primera instancia e instrucción de Azpeitia. Sucedió su hija:
- Ana Luisa Marroquín Alonso, V condesa de Buena Esperanza.[7]